# Libythea borneensis
Libythea borneensis är en fjärilsart som beskrevs av Hans Fruhstorfer. Libythea borneensis ingår i släktet Libythea och familjen praktfjärilar. Inga underarter finns listade i Catalogue of Life.